# Ceraeochrysa cubana
Ceraeochrysa cubana är en insektsart som först beskrevs av Hagen 1861.  Ceraeochrysa cubana ingår i släktet Ceraeochrysa och familjen guldögonsländor. Inga underarter finns listade i Catalogue of Life.